# Promi Big Brother/Staffel 7
Die siebte Staffel der deutschen Reality-Show Promi Big Brother wurde vom 9. bis zum 23. August 2019 auf dem Privatsender Sat.1 ausgestrahlt.
Janine Pink wurde vom Publikum im Finale mit 53,2 % zur Gewinnerin der Staffel gekürt. Joey Heindle wurde Zweiter und Tobias Wegener erreichte den dritten Platz.

## Überblick
Nachdem die sechste Staffel die erfolgreichste Staffel seit 2015 (Staffel 3) war, wurden nur wenige Veränderungen im Konzept für die siebte Staffel angekündigt und durchgeführt.
Ähnlich wie in den vorherigen Staffeln gab es eine Bewohnerverteilung in zwei Bereiche: Neben dem luxuriösen Bereich Luxuscamp gab es einen ärmlichen Bereich, der statt Baustelle nun als Zeltlager bezeichnet wurde.
Des Weiteren bekam die Show zur siebten Staffel ein neues Logo und Design. Als neue primäre Farbe wurde grün statt blau verwendet.
Erstmals konnten die Bewohner im ärmlichen Bereich im Rahmen einer Produktplatzierung in einem kleinen Penny-Markt einkaufen gehen. Jeder, der momentan im ärmlichen Bereich lebte, bekam jeden Tag 1 Euro. Sie konnten anfangs durch Duelle das Geld aufstocken. Nur eine Person aus dem Bereich durfte einkaufen gehen, diese hatte nur 60 Sekunden Zeit, musste die Kasse selbst bedienen, die Produkte einzeln holen und jeweils sagen, welches Produkt genommen wurde.
Erstmals seit der fünften Staffel gab es wieder Live-Publikum abseits der großen Freitagsshows; jedoch erst nach der zweiten Liveshow ab dem 17. August. Zudem wurde am Montag, dem 19. August 2019, erstmals eine zusätzliche, längere Liveshow ab 20:15 Uhr ausgestrahlt.

## Teilnehmer
Während die ersten neun Teilnehmer am 7. August 2019 und somit zwei Tage vor Ausstrahlung der ersten Folge am 9. August eingezogen sind, zogen drei weitere Teilnehmer live während der Einzugsshow ein.
Almklausi verließ während der elften Folge am 19. August aus gesundheitlichen Gründen vorübergehend die Show. Am 20. August zu Mittag kehrte er zurück, während seiner Abwesenheit war er ohne Kontakt zur Außenwelt geblieben.
| Platz           | Teilnehmer                  | Bekannt geworden als                                                                                       | Einzug                | Auszug                | Tage im Haus |
| --------------- | --------------------------- | --- | --------------------- | --------------------- | ------------ |
| 1               | Janine Pink                 | Laiendarstellerin bei Köln 50667 und Leben.Lieben.Leipzig                                                  | 07. August            | 23. August            | 17 (8▲; 9▼)  |
| 2               | Joey Heindle                | Sänger, Kandidat bei Deutschland sucht den Superstar, Gewinner bei Ich bin ein Star – Holt mich hier raus! | 07. August            | 23. August            | 17 (10▲; 7▼) |
| 3               | Tobias Wegener              | Teilnehmer bei Love Island                                                                                 | 07. August            | 23. August            | 17 (8▲; 9▼)  |
| 4               | Theresia Fischer            | Teilnehmerin bei Germany’s Next Topmodel                                                                   | 07. August            | 23. August            | 17 (4▲; 13▼) |
| 5               | Almklausi                   | Partysänger                                                                                                | 09. August 20. August | 19. August 22. August | 13 (3▲; 10▼) |
| 6               | Lilo von Kiesenwetter       | Hellseherin                                                                                                | 07. August            | 21. August            | 15 (5▲; 10▼) |
| 7               | Sylvia Leifheit             | Schauspielerin, Unternehmerin, Autorin                                                                     | 09. August            | 20. August            | 11 (4▲; 7▼)  |
| 8               | Christos „Chris“ Manazidis  | YouTube-Comedian (Bullshit TV)                                                                             | 07. August            | 19. August            | 13 (13▼)     |
| 9               | Ginger Costello-Wollersheim | Ehefrau von Bert Wollersheim, Partysängerin, Pornodarstellerin                                             | 07. August            | 19. August            | 13 (1▲; 12▼) |
| 10              | Jürgen Trovato              | Darsteller bei Die Trovatos – Detektive decken auf, Privatdetektiv                                         | 07. August            | 18. August            | 12 (1▲; 11▼) |
| 11              | Zlatko Trpkovski            | Teilnehmer bei Big Brother, Sänger                                                                         | 09. August            | 17. August            | 8 (3▲; 5▼)   |
| 12              | Eva Benetatou               | Teilnehmerin bei Der Bachelor                                                                              | 07. August            | 16. August            | 10 (10▼)     |
| Anmerkungen: 1. |                             | |                       |                       |              |

Besucher
| Besucher      | Besuchstag | Bemerkung |
| ------------- | ---------- | --- |
| Silvia Wollny | 16. August | Silvia Wollny wurde unter allen ehemaligen Gewinnern von den Teilnehmern für die Erledigung des Supermarkt-Einkaufs ausgewählt. |

## Bewohnerverteilung
Die Teilnehmer wurden in zwei Bereiche verteilt. Die Verteilung der Bewohner wurde in unregelmäßigen Abständen aufgrund des Ausgangs von Bewohner-/Zuschauervotings, Duellen oder willkürlichen Regieanweisungen geändert. Von der Moderation wurde den Zuschauern die Bewohnerverteilung anhand eines Modellbaus der zwei Bereiche veranschaulicht, in denen Wackelfiguren der Bewohner entsprechend positioniert wurden.
| Datum             | Bewohner „Luxuscamp“ | Bewohner „Zeltlager“ | Bemerkungen |
| ----------------- | --- | --- | --- |
| 7./8. August 2019 | Theresia, Lilo, Joey, Ginger, Jürgen, Janine, Tobi, Eva und Chris zogen bereits am 7. August 2019 in den Bereich „Zeltlager“ ein | Theresia, Lilo, Joey, Ginger, Jürgen, Janine, Tobi, Eva und Chris zogen bereits am 7. August 2019 in den Bereich „Zeltlager“ ein | |
| 7./8. August 2019 | — | Theresia Lilo Joey Ginger Jürgen Janine Tobi Eva Chris                                                                           | |
| 9. August 2019    | Almklausi, Sylvia und Zlatko zogen während der Einzugshow in den Bereich „Zeltlager“ ein                                         | Almklausi, Sylvia und Zlatko zogen während der Einzugshow in den Bereich „Zeltlager“ ein                                         | |
| 9. August 2019    | Zlatko, Joey und Jürgen wechselten am Ende der Einzugsshow vom „Zeltlager“ in den Bereich „Luxuscamp“                            | Zlatko, Joey und Jürgen wechselten am Ende der Einzugsshow vom „Zeltlager“ in den Bereich „Luxuscamp“                            | Zuschauerabstimmung |
| 9. August 2019    | Zlatko▲ Joey▲ Jürgen▲ | Theresia Lilo Ginger Janine Tobi Eva Chris Almklausi Sylvia                                                                      | |
| 10. August 2019   | Lilo wechselte am Ende der zweiten Folge vom „Zeltlager“ in den Bereich „Luxuscamp“                                              | Lilo wechselte am Ende der zweiten Folge vom „Zeltlager“ in den Bereich „Luxuscamp“                                              | Entscheidung der Bewohner „Luxuscamp“ |
| 10. August 2019   | Jürgen wechselte am Ende der zweiten Folge vom „Luxuscamp“ in den Bereich „Zeltlager“                                            | Jürgen wechselte am Ende der zweiten Folge vom „Luxuscamp“ in den Bereich „Zeltlager“                                            | Zuschauerabstimmung |
| 10. August 2019   | Zlatko Joey Lilo▲ | Theresia Ginger Janine Tobi Eva Chris Almklausi Sylvia Jürgen▼                                                                   | |
| 11. August 2019   | Tobi und Janine wechselten am Ende der dritten Folge vom „Zeltlager“ in den Bereich „Luxuscamp“                                  | Tobi und Janine wechselten am Ende der dritten Folge vom „Zeltlager“ in den Bereich „Luxuscamp“                                  | Entscheidung der Bewohner „Luxuscamp“ |
| 11. August 2019   | Zlatko wechselte am Ende der dritten Folge vom „Luxuscamp“ in den Bereich „Zeltlager“                                            | Zlatko wechselte am Ende der dritten Folge vom „Luxuscamp“ in den Bereich „Zeltlager“                                            | Zuschauerabstimmung |
| 11. August 2019   | Joey Lilo Tobi▲ Janine▲ | Theresia Ginger Eva Chris Almklausi Sylvia Jürgen Zlatko▼                                                                        | |
| 12. August 2019   | Theresia wechselte am Ende der vierten Folge vom „Zeltlager“ in den Bereich „Luxuscamp“                                          | Theresia wechselte am Ende der vierten Folge vom „Zeltlager“ in den Bereich „Luxuscamp“                                          | Entscheidung der Bewohner „Luxuscamp“ |
| 12. August 2019   | Lilo wechselte am Ende der vierten Folge vom „Luxuscamp“ in den Bereich „Zeltlager“                                              | Lilo wechselte am Ende der vierten Folge vom „Luxuscamp“ in den Bereich „Zeltlager“                                              | Zuschauerabstimmung |
| 12. August 2019   | Joey Tobi Janine Theresia▲ | Ginger Eva Chris Almklausi Sylvia Jürgen Zlatko Lilo▼                                                                            | |
| 13. August 2019   | Tobi wechselte am Ende der fünften Folge vom „Luxuscamp“ in den Bereich „Zeltlager“                                              | Tobi wechselte am Ende der fünften Folge vom „Luxuscamp“ in den Bereich „Zeltlager“                                              | Entscheidung der Bewohner „Zeltlager“ |
| 13. August 2019   | Tobi wechselte am Ende der fünften Folge vom „Zeltlager“ in den Bereich „Luxuscamp“                                              | Tobi wechselte am Ende der fünften Folge vom „Zeltlager“ in den Bereich „Luxuscamp“                                              | Zuschauerabstimmung |
| 13. August 2019   | Joey Janine Theresia Tobi▼▲ | Ginger Eva Chris Almklausi Sylvia Jürgen Zlatko Lilo                                                                             | |
| 14. August 2019   | Joey, Janine, Theresia und Tobi wechselten am Ende der sechsten Folge vom „Luxuscamp“ in den Bereich „Zeltlager“                 | Joey, Janine, Theresia und Tobi wechselten am Ende der sechsten Folge vom „Luxuscamp“ in den Bereich „Zeltlager“                 | Duell-Arena |
| 14. August 2019   | Joey, Tobi und Janine wechselten am Ende der sechsten Folge vom „Zeltlager“ in den Bereich „Luxuscamp“                           | Joey, Tobi und Janine wechselten am Ende der sechsten Folge vom „Zeltlager“ in den Bereich „Luxuscamp“                           | Zuschauerabstimmung |
| 14. August 2019   | Joey▼▲ Janine▼▲ Tobi▼▲ | Ginger Eva Chris Almklausi Sylvia Jürgen Zlatko Lilo Theresia▼                                                                   | |
| 15. August 2019   | Sylvia, Ginger und Eva wechselten am Ende der siebten Folge vom „Zeltlager“ in den Bereich „Luxuscamp“                           | Sylvia, Ginger und Eva wechselten am Ende der siebten Folge vom „Zeltlager“ in den Bereich „Luxuscamp“                           | Entscheidung von Chris |
| 15. August 2019   | Eva wechselte am Ende der siebten Folge vom „Luxuscamp“ in den Bereich „Zeltlager“                                               | Eva wechselte am Ende der siebten Folge vom „Luxuscamp“ in den Bereich „Zeltlager“                                               | Zuschauerabstimmung |
| 15. August 2019   | Joey Janine Tobi Sylvia▲ Ginger▲                                                                                                 | Chris Almklausi Jürgen Zlatko Lilo Theresia Eva▲▼                                                                                | |
| 16. August 2019   | Lilo, Almklausi, Eva und Zlatko wechselten am Ende der achten Folge vom „Zeltlager“ in den Bereich „Luxuscamp“                   | Lilo, Almklausi, Eva und Zlatko wechselten am Ende der achten Folge vom „Zeltlager“ in den Bereich „Luxuscamp“                   | Duell-Arena |
| 16. August 2019   | Tobi, Ginger, Joey und Janine wechselten am Ende der achten Folge vom „Luxuscamp“ in den Bereich „Zeltlager“                     | | Duell-Arena |
| 16. August 2019   | Sylvia Lilo▲ Almklausi▲ Eva▲ Zlatko▲                                                                                             | Chris Jürgen Theresia Tobi▼ Ginger▼ Joey▼ Janine▼                                                                                | Eva bekam die wenigsten Anrufe und musste somit die Show verlassen. |
| 17. August 2019   | Sylvia Lilo Almklausi Zlatko | Chris Jürgen Theresia Tobi Ginger Joey Janine                                                                                    | Zlatko bekam die wenigsten Anrufe und musste somit die Show verlassen. |
| 18. August 2019   | Sylvia Lilo Almklausi | Chris Jürgen Theresia Tobi Ginger Joey Janine                                                                                    | Jürgen bekam die wenigsten Anrufe und musste somit die Show verlassen. |
| 19. August 2019   | Chris, Theresia, Tobi, Ginger, Joey und Janine wechselten während der elften Folge vom „Zeltlager“ in den Bereich „Luxuscamp“    | Chris, Theresia, Tobi, Ginger, Joey und Janine wechselten während der elften Folge vom „Zeltlager“ in den Bereich „Luxuscamp“    | Duell-Arena |
| 19. August 2019   | Sylvia, Lilo und Almklausi wechselten während der elften Folge vom „Luxuscamp“ in den Bereich „Zeltlager“                        | | Duell-Arena |
| 19. August 2019   | Chris▲ Theresia▲ Tobi▲ Ginger▲ Joey▲ Janine▲                                                                                     | Sylvia▼ Lilo▼ (Almklausi)▼ | Almklausi verließ die Show aus gesundheitlichen Gründen vorübergehend. |
| 19. August 2019   | Chris▲ Theresia▲ Tobi▲ Ginger▲ Joey▲ Janine▲                                                                                     | Sylvia▼ Lilo▼ (Almklausi)▼ | Ginger und Chris bekamen die wenigsten Anrufe und mussten somit die Show verlassen. |
| 20. August 2019   | Theresia wechselte während der zwölften Folge vom „Luxuscamp“ in den Bereich „Zeltlager“                                         | Theresia wechselte während der zwölften Folge vom „Luxuscamp“ in den Bereich „Zeltlager“                                         | Duell-Arena |
| 20. August 2019   | Tobi Joey Janine | Sylvia Lilo Almklausi Theresia▼                                                                                                  | Sylvia bekam die wenigsten Anrufe und musste somit die Show verlassen. |
| 21. August 2019   | Tobi, Joey und Janine wechselten am Ende der 13. Folge vom „Luxuscamp“ in den Bereich „Zeltlager“                                | Tobi, Joey und Janine wechselten am Ende der 13. Folge vom „Luxuscamp“ in den Bereich „Zeltlager“                                | Regieanweisung |
| 21. August 2019   | | Lilo Almklausi Theresia Tobi▼ Joey▼ Janine▼                                                                                      | Lilo bekam die wenigsten Anrufe und musste somit die Show verlassen. |
| 22. August 2019   | Joey, Tobi, Janine und Theresia wechselten am Ende der 14. Folge vom „Zeltlager“ in den Bereich „Luxuscamp“                      | Joey, Tobi, Janine und Theresia wechselten am Ende der 14. Folge vom „Zeltlager“ in den Bereich „Luxuscamp“                      | Regieanweisung |
| 22. August 2019   | Theresia▲ Tobi▲ Joey▲ Janine▲ | Almklausi | Almklausi bekam die wenigsten Anrufe und musste somit die Show verlassen. |
| 23. August 2019   | Theresia Tobi Joey Janine | | Theresia musste den Campingplatz während des Finales als Erste verlassen. Ihr folgte Tobi. Joey bekam weniger Anrufe als Janine, die damit als Letzte am Campingplatz blieb und die siebte Staffel gewann. |

## Wettkämpfe

### Matches
In den ersten acht Folgen traten zumeist nur die Teilnehmer aus dem armen Bereich „Zeltlager“ in der „Arena“ an. Sie erspielten zusätzliches Geld für den Einkauf im Penny-Markt in einem sogenannten „Match“. Die Kandidaten für die Matches wurden entweder durch die Bewohner selbst oder durch die Regie bestimmt.
| Datum                          | Kandidat(en)                                                                           | Spiel               | Maximaler Gewinn | Erspielter Gewinn | Anmerkung             |
| ------------------------------ | -------------------------------------------------------------------------------------- | ------------------- | ---------------- | ----------------- | --------------------- |
| 9. August 2019                 | Almklausi Eva Theresia Ginger Tobi Chris Janine Sylvia                                 | „Höhenrausch“       | 8 Euro           | 2 Euro            | [ Anm. 1 ]            |
| 10. August 2019                | Paar 1: Theresia Eva Paar 2: Ginger Chris Paar 3: Janine Tobi Paar 4: Almklausi Sylvia | „Knutschball“       | 9 bzw. 18 Euro   | 10 Euro           | [ Anm. 2 ]            |
| 11. August 2019                | Janine Tobi                                                                            | „Dusche der Sinne“  | 9 Euro           | 0 Euro            |                       |
| 12. August 2019                | Theresia Sylvia Jürgen Zlatko                                                          | „Zitterwurf“        | 12 bzw. 24 Euro  | 1 Euro            | [ Anm. 3 ] [ Anm. 2 ] |
| 13. August 2018                | Sylvia Lilo Eva Ginger                                                                 | „Wohnwagen-Tetris“  | 8 Euro           | 0 Euro            |                       |
| 14. August 2019                | Joey Janine Theresia Tobi                                                              | „Wassermelonentaxi“ | 8 Euro           | 0 Euro            | [ Anm. 4 ]            |
| 15. August 2019                | Chris                                                                                  | „Drink and Drive“   | 10 Euro          | 8 Euro            | [ Anm. 5 ]            |
| 16. August 2019                | Zlatko Chris Theresia Eva                                                              | Hängende Plattform  | 7 Euro           | 0 Euro            | [ Anm. 6 ]            |
| Anmerkungen: 1. 2. 3. 4. 5. 6. |                                                                                        |                     |                  |                   |                       |

### Duelle
In der zweiten Woche traten die beiden Bereiche wieder gegeneinander an. Diese Wettkämpfe wurden in der Show als „Duell“ bezeichnet. Die Live-Duelle hatten jeweils positive und negative Auswirkungen auf einzelne Kandidaten.
| Datum              | Kandidat(en) „Luxuscamp“  | Kandidat(en) „Zeltlager“            | Spiel                                                        | Gewinner                                                                            | Konsequenz |
| ------------------ | ------------------------- | ----------------------------------- | ------------------------------------------------------------ | ----------------------------------------------------------------------------------- | --- |
| 16. August 2019    | Sylvia                    | Zlatko                              | Zock-Duell                                                   | Die Kandidaten spielten jeweils um den Bereich-Aufenthalt aller Teilnehmer einzeln. | Die Kandidaten spielten jeweils um den Bereich-Aufenthalt aller Teilnehmer einzeln.                                                                      |
| 17. August 2019    | Zlatko                    | Tobi                                | „Schmierschanzentournee“                                     | Zlatko Tobi                                                                         | Beide durften drei Bewohnern ihres Bereichs Nominierungsschutz geben.                                                                                    |
| 18. August 2019    | Lilo Almklausi Sylvia     | Joey Jürgen Ginger                  | „Coffee to Go“                                               | Lilo Almklausi Sylvia                                                               | Für die Nominierung am selben Tag erhält ein Bewohner des Luxuscamps Nominierungsschutz und ein Bewohner des Zeltlagers steht auf der Nominierungsliste. |
| 19. August 2019    | Almklausi Sylvia          | Joey Ginger                         | „Schlammschlacht“                                            | Joey Ginger                                                                         | Alle Bewohner wechseln ihre Bereiche. |
| 20. August 2019    | Theresia Tobi Joey Janine | Sylvia Lilo Almklausi               | „Zwerge werfen“                                              | Joey Janine Tobi                                                                    | Lilo, Sylvia und Almklausi bleiben, Theresia zieht in das Zeltlager. Joey, Janine und Tobi bleiben im Luxuscamp.                                         |
| 21. August 2019    | Janine Tobi Joey          | Theresia Lilo Almklausi             | „Angler versenken“                                           | Janine Tobi Joey                                                                    | Für die Nominierung am selben Tag erhält der komplette Gewinnerbereich Nominierungsschutz.                                                               |
| 22. August 2019    |                           | Almklausi Theresia Tobi Joey Janine | „Goldrausch“                                                 | Almklausi Joey                                                                      | Für die Nominierung am selben Tag erhält der Gewinner Nominierungsschutz.                                                                                |
| 23. August 2019    | Tobi Joey Janine          |                                     | Das offizielle deutsche „Promi Big Brother“-Campingabzeichen | Joey (Gold) Tobi (Silber) Janine (Bronze)                                           | Es wurde das Campingabzeichen nach Punktestand in den drei Stufen Gold, Silber und Bronze verliehen.                                                     |
| Anmerkungen: 1. 2. |                           |                                     |                                                              |                                                                                     | |

## Nominierungen
Vom 16. bis zum 22. August 2019 nominierten in der Regel die Teilnehmer einen anderen Teilnehmer für das Zuschauervoting. Die Nominierungen wurden in allen Runden nur Big Brother mitgeteilt (Nominierung im Sprechzimmer), in Runde 6 auch den anderen Bewohnern (offene Nominierung). Die Zuschauer bestimmten am Ende des Tages, wer von den Meistnominierten die Show verlassen musste.
|                                                      | Runde 1 16. Aug. 2019 | Runde 2 17. Aug. 2019                  | Runde 3 18. Aug. 2019  | Runde 4 19. Aug. 2019  | Runde 5 19. Aug. 2019  | Runde 6 20. Aug. 2019  | Runde 7 21. Aug. 2019  | Runde 8 22. Aug. 2019  | Finale 23. Aug. 2019   | Finale 23. Aug. 2019   |
| ---------------------------------------------------- | --------------------- | -------------------------------------- | ---------------------- | ---------------------- | ---------------------- | ---------------------- | ---------------------- | ---------------------- | ---------------------- | ---------------------- |
| Janine                                               | Eva                   | Zlatko                                 | Theresia               | Theresia               | Chris Theresia         | Sylvia                 | Almklausi              | Theresia Almklausi     | Gewinnerin             | Gewinnerin             |
| Joey                                                 | Zlatko                | Zlatko                                 | Chris                  | Theresia               | Chris Lilo             | Lilo                   | Lilo                   | Almklausi Theresia     | Zweitplatzierter       | Zweitplatzierter       |
| Tobi                                                 | Eva                   | Zlatko                                 | Theresia               | Theresia               | Chris Theresia         | Sylvia                 | Almklausi              | Almklausi Theresia     | Drittplatzierter       | Drittplatzierter       |
| Theresia                                             | Janine                | Jürgen                                 | Jürgen                 | Janine                 | Joey Janine            | Joey                   | Lilo                   | Janine Almklausi       | Viertplatzierte        | Viertplatzierte        |
| Almklausi                                            | Joey                  | Jürgen                                 | Jürgen                 | Keine Nominierung      | Keine Nominierung      | Joey                   | Lilo                   | Janine Tobi            | rausgewählt (22. Aug.) | rausgewählt (22. Aug.) |
| Lilo                                                 | Joey                  | Jürgen                                 | Jürgen                 | Ginger                 | Joey Janine            | Joey                   | Theresia               | rausgewählt (21. Aug.) | rausgewählt (21. Aug.) | rausgewählt (21. Aug.) |
| Sylvia                                               | Eva                   | Jürgen                                 | Jürgen                 | Ginger                 | Chris Janine           | Joey                   | rausgewählt (20. Aug.) | rausgewählt (20. Aug.) | rausgewählt (20. Aug.) | rausgewählt (20. Aug.) |
| Chris                                                | Janine                | Zlatko                                 | Joey                   | Janine                 | Joey Janine            | rausgewählt (19. Aug.) | rausgewählt (19. Aug.) | rausgewählt (19. Aug.) | rausgewählt (19. Aug.) | rausgewählt (19. Aug.) |
| Ginger                                               | Lilo                  | Zlatko                                 | Almklausi              | Lilo                   | rausgewählt (19. Aug.) | rausgewählt (19. Aug.) | rausgewählt (19. Aug.) | rausgewählt (19. Aug.) | rausgewählt (19. Aug.) | rausgewählt (19. Aug.) |
| Jürgen                                               | Lilo                  | Zlatko                                 | Theresia               | rausgewählt (18. Aug.) | rausgewählt (18. Aug.) | rausgewählt (18. Aug.) | rausgewählt (18. Aug.) | rausgewählt (18. Aug.) | rausgewählt (18. Aug.) | rausgewählt (18. Aug.) |
| Zlatko                                               | Janine                | Jürgen                                 | rausgewählt (17. Aug.) | rausgewählt (17. Aug.) | rausgewählt (17. Aug.) | rausgewählt (17. Aug.) | rausgewählt (17. Aug.) | rausgewählt (17. Aug.) | rausgewählt (17. Aug.) | rausgewählt (17. Aug.) |
| Eva                                                  | Jürgen                | rausgewählt (16. Aug.)                 | rausgewählt (16. Aug.) | rausgewählt (16. Aug.) | rausgewählt (16. Aug.) | rausgewählt (16. Aug.) | rausgewählt (16. Aug.) | rausgewählt (16. Aug.) | rausgewählt (16. Aug.) | rausgewählt (16. Aug.) |
|                                                      | Runde 1 16. Aug. 2019 | Runde 2 17. Aug. 2019                  | Runde 3 18. Aug. 2019  | Runde 4 19. Aug. 2019  | Runde 5 19. Aug. 2019  | Runde 6 20. Aug. 2019  | Runde 7 21. Aug. 2019  | Runde 8 22. Aug. 2019  | Finale 23. Aug. 2019   | Finale 23. Aug. 2019   |
| Nominierungs- schutz                                 |                       | Almklausi Lilo Sylvia Janine Tobi Joey | Lilo                   | Alle Männer            | Almklausi              |                        | Janine Tobi Joey       | Joey                   |                        |                        |
| Nominiert                                            | Janine Eva            | Zlatko Jürgen                          | Jürgen Tobi            | Theresia Ginger Janine | Chris Janine           | Joey Sylvia            | Lilo Almklausi         | Almklausi Theresia     |                        |                        |
| Rauswahl (Der Bewohner hatte die wenigsten Stimmen.) | Eva 26,39 %           | Zlatko 39,36 %                         | Jürgen 26,80 %         | Ginger 16,20 %         | Chris 49,73 %          | Sylvia 24,30 %         | Lilo 16,06 %           | Almklausi 41,35 %      | Theresia               | Theresia               |
| Rauswahl (Der Bewohner hatte die wenigsten Stimmen.) | Eva 26,39 %           | Zlatko 39,36 %                         | Jürgen 26,80 %         | Ginger 16,20 %         | Chris 49,73 %          | Sylvia 24,30 %         | Lilo 16,06 %           | Almklausi 41,35 %      | Tobi                   | Joey 46,82 %           |
| Rauswahl (Der Bewohner hatte die wenigsten Stimmen.) | Eva 26,39 %           | Zlatko 39,36 %                         | Jürgen 26,80 %         | Ginger 16,20 %         | Chris 49,73 %          | Sylvia 24,30 %         | Lilo 16,06 %           | Almklausi 41,35 %      | Janine 53,18 %         |                        |
| Anmerkungen: 1. 2. 3. 4. 5. 6. 7. 8. 9.              |                       |                                        |                        |                        |                        |                        |                        |                        |                        |                        |

## Ausstrahlung und Produktion
Das Ausstrahlungsschema der Show war dasselbe wie in der vorherigen Staffel. Die dreieinhalbstündige Einzugsshow wurde am Freitag, den 9. August 2019 ausgestrahlt. Am Freitag, den 16. August 2019 wurde eine weitere große Liveshow ausgestrahlt. Das Finale wurde am Freitag, den 23. August 2019 gesendet. An den restlichen Tagen wurde jeweils eine Tageszusammenfassung um 22:15 Uhr ausgestrahlt. Ausnahme war die elfte Folge am Montag, den 19. August 2019. Diese wurde bereits wie die Freitagsshows um 20:15 Uhr ausgestrahlt.
| Montag                           | Dienstag                         | Mittwoch                         | Donnerstag                       | Freitag              | Samstag                          | Sonntag                          |
| -------------------------------- | -------------------------------- | -------------------------------- | -------------------------------- | -------------------- | -------------------------------- | -------------------------------- |
| Tageszusammenfassung (22:15 Uhr) | Tageszusammenfassung (22:15 Uhr) | Tageszusammenfassung (22:15 Uhr) | Tageszusammenfassung (22:15 Uhr) | Liveshow (20:15 Uhr) | Tageszusammenfassung (22:15 Uhr) | Tageszusammenfassung (22:15 Uhr) |

Die Moderation für die von Endemol Shine Germany in den MMC Studios Köln produzierte Show übernahm erneut Jochen Schropp und Marlene Lufen gemeinsam. An guten Tagen von Johannes Oerding wurde als Titelsong der Staffel sowie auch als Übergang zu den Werbepausen genutzt.
Die menschliche Stimme von „Big Brother“ wurde von Phil Daub, die Trailer und zusammenfassenden Kommentare wurden von Pat Murphy gesprochen.
Erneut wurde kein Livestream aus dem Haus angeboten.

## Zusätzliche Sendungen

### Promi Big Brother – Das jüngste Gerücht
Bereits ab dem 21. Juli 2019 wurde die Webshow Das jüngste Gerücht (auch Gerüchteküche) auf Facebook und IGTV, dem Videoportal von Instagram, veröffentlicht. In den fünf- bis sieben-minütigen Folgen kommentierten und diskutierten Aaron Troschke sowie YouTuberin Raffaela „Raffa“ Zollo über alle Spekulationen, wer an der Show teilnehmen könnte. Bis zum 7. August 2019 wurden mittwochs und sonntags eine neue Folge und somit insgesamt sechs Folgen veröffentlicht.

### Promi Big Brother – Watch Together Show
| 1  | 09. August 2019 | Chethrin Schulze                         |
| 2  | 10. August 2019 | Jens Hilbert, Raffaela „Raffa“ Zollo     |
| 3  | 11. August 2019 | Jürgen Milski, Marlene Lufen             |
| 4  | 12. August 2019 | Johannes Haller, Raffaela „Raffa“ Zollo  |
| 5  | 13. August 2019 | Désirée Nick, Udo Bönstrup               |
| 6  | 14. August 2019 | Lexy Roxx                                |
| 7  | 15. August 2019 | Benjamin „Ben“ Tewaag                    |
| 8  | 16. August 2019 | Bert Wollersheim                         |
| 9  | 17. August 2019 | Jens Hilbert, Benjamin „Ben“ Tewaag      |
| 10 | 18. August 2019 | Silvia Wollny, Melissa Khalaj            |
| 11 | 19. August 2019 | Janina Youssefian, Jochen Bendel         |
| 12 | 20. August 2019 | Julian F. M. Stoeckel                    |
| 13 | 21. August 2019 | Silvia Wollny, Marcellino „Lino“ Kremers |
| 14 | 22. August 2019 | Claudia Effenberg                        |
| 15 | 23. August 2019 | Willi Herren, Claudia Obert              |

Die Webshow „Watch Together Show“ wurde freitags ab 19:55 Uhr sowie an den restlichen Tagen ab 21:55 Uhr (außer am 19. August) auf Facebook und YouTube sowie auf der Website promibigbrother.de übertragen. In der Show sprach Aaron Troschke in den ersten 20 Minuten mit einem Studiogast über die Teilnehmer. Mit dem Beginn der TV-Show sahen beide die TV-Folge an und reagierten sowie kommentierten live auf die Folge. Außerdem wurden Zuschauerkommentare auf Facebook und YouTube in die Show miteingebunden. Anschließend wurde die Show dort auf Abruf bereitgestellt.
Am 16. August 2019 wurde Troschke zeitweise durch die YouTuberin Raffaela „Raffa“ Zollo vertreten, da er in derselben Zeit Gast der Hauptsendung war.

### Promi Big Brother – Die Late Night Show
Erneut wurde im Anschluss an die Hauptsendung ab ca. 23:45 Uhr die Live-Late-Night-Show, die von Jochen Bendel und Melissa Khalaj täglich moderiert wurde, auf dem privaten Fernsehsender sixx ausgestrahlt. Auch hier wurden das Logo und Design verändert.
Im Falle, dass die Hauptsendung die geplante Sendezeit überschritten hatte, übernahm sixx bzw. die Late-Night-Show das Übertragungssignal von Sat.1 bzw. der Hauptsendung. Die Show endete dennoch planmäßig.

### Promi Big Brother – Raffas Recap
Die kurzminütige Webshow mit dem Titel „Raffas Recap“ wurde vom 10. bis zum 24. August 2019 täglich ab 7 Uhr auf IGTV veröffentlicht. Dort kommentierte die YouTuberin Raffaela „Raffa“ Zollo die Geschehnisse aus der jeweils neuesten Folge.

## Episodenliste
| Folge | Datum           | Titel                                                       | Laufzeit    | Laufzeit     |
| Folge | Datum           | Titel                                                       | Mit Werbung | Ohne Werbung |
| --- | --------------- | ----------------------------------------------------------- | ----------- | ------------ |
| 01 | 09. August 2019 | Einzug: Promi Big Brother ist wieder im Einsatz             | 241 Min.    | 207 Min.     |
| Studiogäste: Almklausi, Sylvia Leifheit, Zlatko Trpkovski                                                                                           |                 |                                                             |             |              |
| 02 | 10. August 2019 | Tag 1: Viele Tränen und erste Romanze!?                     | 105 Min.    | 90 Min.      |
| 03 | 11. August 2019 | Tag 2: Duschen 2. Klasse                                    | 106 Min.    | 91 Min.      |
| 04 | 12. August 2019 | Tag 3: Zerplatzte Träume und sexy Gymnastik                 | 105 Min.    | 91 Min.      |
| 05 | 13. August 2019 | Tag 4: Camping-Koller                                       | 111 Min.    | 97 Min.      |
| 06 | 14. August 2019 | Tag 5: Party Time auf dem Campingplatz                      | 103 Min.    | 92 Min.      |
| 07 | 15. August 2019 | Tag 6: Liebesschmerz vs. Geheimnisse unter der Bettdecke    | 108 Min.    | 95 Min.      |
| 08 | 16. August 2019 | Tag 7: Wer muss als erstes gehen?                           | 221 Min.    | 194 Min.     |
| Studiogäste: Jenny Elvers, Aaron Troschke, David Odonkor, Benjamin „Ben“ Tewaag, Jens Hilbert, Silvia Wollny                                        |                 |                                                             |             |              |
| 09 | 17. August 2019 | Tag 8: Alle gegen alle                                      | 103 Min.    | 87 Min.      |
| 10 | 18. August 2019 | Tag 9: Team war gestern                                     | 105 Min.    | 90 Min.      |
| 11 | 19. August 2019 | Tag 10: Neid, Missgunst und Hetzereien auf dem Campingplatz | 229 Min.    | 188 Min.     |
| Studiogäste: Evanthia „Eva“ Benetatou, Zlatko Trpkovski, Jürgen Trovato, Ulrich M. Schmitz, Ginger Costello-Wollersheim, Christos „Chris“ Manazidis |                 |                                                             |             |              |
| 12 | 20. August 2019 | Tag 11: Bewohner am Rande des Wahnsinns                     | 109 Min.    | 94 Min.      |
| 13 | 21. August 2019 | Tag 12: Lästerbeichten und dunkle Wolken am Liebeshimmel    | 102 Min.    | 88 Min.      |
| 14 | 22. August 2019 | Tag 13: Ranking mit Folgen                                  | 105 Min.    | 89 Min.      |
| 15 | 23. August 2019 | Tag 14: Das Finale                                          | 213 Min.    | 173 Min.     |
| Studiogäste: alle Teilnehmer der Staffel |                 |                                                             |             |              |

## Einschaltquoten
Die erste Folge am 9. August 2019 erreichte in allen Marktanteil-Kategorien den höchsten Wert eines Staffelauftakts (10,9 %, 18,2 % und 15,4 %) seit der zweiten Staffel im Jahre 2014 (12,2 %, 18,9 % und 16,9 %).
Für die elfte Folge am 19. August 2019 wurden zunächst falsche Einschaltquoten ausgewiesen, weil Sat.1 der AGF falsche Sendeprotokolle übermittelt hatte. In der Tabelle werden die korrigierten Werte angezeigt.
Das Finale am 23. August 2019 erreichte in allen Marktanteil-Kategorien den höchsten Wert einer Finalshow (11,2 %, 18,5 % und 15,9 %) seit der dritten Staffel im Jahre 2015 (12,4 %, 19,4 % und 17,3 %). Des Weiteren war sie die zuschauerstärkste Finalshow seit 2015.
| Folge (gesamt)     | Folge (Staffel) | Zuschauer | Zuschauer       | Zuschauer       | Marktanteil | Marktanteil     | Marktanteil     |
| Folge (gesamt)     | Folge (Staffel) | Gesamt    | 14 bis 49 Jahre | 14 bis 59 Jahre | Gesamt      | 14 bis 49 Jahre | 14 bis 59 Jahre |
| ------------------ | --------------- | --------- | --------------- | --------------- | ----------- | --------------- | --------------- |
| 91                 | 1               | 2,29 Mio. | 1,11 Mio.       | 1,64 Mio.       | 10,9 %      | 18,2 %          | 15,4 %          |
| 92                 | 2               | 1,68 Mio. | 0,91 Mio.       | 1,25 Mio.       | 9,0 %       | 15,9 %          | 12,9 %          |
| 93                 | 3               | 1,73 Mio. | 0,76 Mio.       | 1,18 Mio.       | 10,1 %      | 14,0 %          | 12,5 %          |
| 94                 | 4               | 1,70 Mio. | 0,77 Mio.       | 1,21 Mio.       | 9,6 %       | 14,5 %          | 12,8 %          |
| 95                 | 5               | 1,75 Mio. | 0,78 Mio.       | 1,23 Mio.       | 10,7 %      | 15,4 %          | 14,1 %          |
| 96                 | 6               | 1,75 Mio. | 0,78 Mio.       | 1,20 Mio.       | 10,6 %      | 15,4 %          | 13,4 %          |
| 97                 | 7               | 1,95 Mio. | 0,95 Mio.       | 1,42 Mio.       | 11,4 %      | 18,3 %          | 15,8 %          |
| 98                 | 8               | 2,19 Mio. | 1,07 Mio.       | 1,56 Mio.       | 9,5 %       | 15,7 %          | 13,5 %          |
| 99                 | 9               | 2,20 Mio. | 1,18 Mio.       | 1,57 Mio.       | 11,5 %      | 19,3 %          | 15,4 %          |
| 100                | 10              | 2,05 Mio. | 0,99 Mio.       | 1,44 Mio.       | 11,2 %      | 16,0 %          | 14,1 %          |
| 101                | 11              | 2,22 Mio. | 0,96 Mio.       | –               | 10,1 %      | 14,8 %          | –               |
| 102                | 12              | 1,98 Mio. | 0,97 Mio.       | 1,47 Mio.       | 12,0 %      | 17,6 %          | 16,2 %          |
| 103                | 13              | 2,10 Mio. | 0,96 Mio.       | 1,44 Mio.       | 12,4 %      | 17,3 %          | 15,6 %          |
| 104                | 14              | 1,95 Mio. | 0,81 Mio.       | 1,35 Mio.       | 11,7 %      | 15,3 %          | 15,0 %          |
| 105                | 15              | 2,37 Mio. | 1,09 Mio.       | 1,66 Mio.       | 11,2 %      | 18,5 %          | 15,9 %          |
| Anmerkungen: 1. 2. |                 |           |                 |                 |             |                 |                 |